# Natriumthioantimonat(V)
Natriumthioantimonat(V) (auch Schlippe'sches Salz nach dem Chemiker Johann Karl Friedrich von Schlippe, von diesem ursprünglich als Schwefelspießglanznatron bezeichnet) ist das Natriumsalz der Thioantimon(V)-säure und tritt kristallwasserhaltig als Nonahydrat mit der Summenformel Na3SbS4· 9 H2O auf.

## Gewinnung und Darstellung
Natriumthioantimonat(V)-Nonahydrat wird bei Erhitzung einer wässrigen Suspension von Stibnit mit Natronlauge und Schwefel gebildet. Hierbei wird die Antimon(III)-Verbindung des Stibnits zu einer Antimon(V)-Verbindung oxidiert und der Schwefel zu Sulfid reduziert.
Nach Abkühlung der Lösung kristallisiert das hellgelbe Schlippe'sche Salz aus. Die Gleichung für diese Reaktion lautet:
{\displaystyle \mathrm {\ Sb_{2}S_{3}+3\ Na_{2}S+\ 2\ S+\ 18\ H_{2}O\longrightarrow } \mathrm {\ 2\ Na_{3}SbS_{4}\cdot \ 9\ H_{2}O\ } }
Eine alternative Darstellungsmethode geht von in Salzsäure gelöstem Antimon(III)-chlorid SbCl3 oder Antimon(III)-oxid Sb2O3 aus, in das Schwefelwasserstoffgas eingeleitet wird.

## Eigenschaften
Natriumthioantimonat(V) liegt in Form von licht- und luftempfindlichen, hellgelben Kristallen mit unangenehmem Geruch vor. In Wasser ist es sehr leicht löslich, wobei seine wässrige Lösung stark alkalisch reagiert. Mit Säuren erhält man daraus das als Pigment Goldschwefel verwendete Antimon(V)-sulfid, Sb2S5.

## Verwendung
Natriumthioantimonat(V) wird zur Herstellung von Antimon(V)-sulfid (auch Goldschwefel genannt) verwendet und wurde früher bei der Vulkanisierung von Kautschuk verwendet.